# Rosengarten (Badenia-Wirtembergia)
Rosengarten – miejscowość i gmina w Niemczech, w kraju związkowym Badenia-Wirtembergia, w rejencji Stuttgart, w regionie Heilbronn-Franken, w powiecie Schwäbisch Hall, wchodzi w skład wspólnoty administracyjnej Schwäbisch Hall. Leży nad rzeką Bibers, ok. 8 km na południowy zachód od Schwäbisch Hall, częściowo na terenie Lasu Szwabsko-Frankońskiego.